# Richard Francis Burton
Sir Richard Francis Burton, KCMG, FRGS, (Torquay, 19. ožujka 1821. – Trst, 20. listopada 1890.) bio je britanski istraživač, vojni časnik, orijentalist, pisac i znanstvenik. Bio je poznat po svojim putovanjima i istraživanjima Azije, Afrike i Južne Amerike, kao i po svom opsežnom poznavanju jezika i kultura, govoreći čak 29 različitih jezika.